# Timbuktu
Timbuktu a nyugat-afrikai Mali északkeleti részén található város. A település nagyjából 15 km-re fekszik a Niger folyótól északra.
Timbuktunak a 9. századig nem volt állandó lakossága, virágzásnak akkor indult, amikor a megváltozott kereskedelmi útvonalak a település környékére tevődtek át. Ezután fontos kereskedelmi gócpont lett: temérdek arany, só, elefántcsont és rabszolga cserélt gazdát a város falain belül. A 12. és a 13. században a Mali Birodalom része volt, majd a 14. században a Ghánai Birodalom része lett. A 15. század első felében a tuaregek vették át a hatalmat a város felett, ám az 1400-as évek második felében a Szongáj Birodalom kebelezte be. A hatalmi változások nem viselték meg különösképpen Timbuktut, fénykorában több mint 100 000 ember élt itt.
A város aranykora 1591-ben ért véget, amikor a marokkói Szádik megdöntötték a Mali Birodalom hatalmát. Ezután várost különféle törzsek tartották a kezükben, amíg a franciák el nem foglalták 1893-ban. A világháborúk után a gyarmati rendszer felbomlásával a város az 1960-ban megalakult Mali Köztársasághoz került. Napjainkban az elszegényedett várost gyakran sújtja aszály, és a közeli Niger folyó miatt árvíz is. Az egyik legfőbb bevételi forrást a turizmus képezi. 2012-ben a város a helyi tuareg lázadók által proklamált, nemzetközileg azonban nem elismert Azawad nevű szakadár állam uralma alá került, amelynek milicistái még a város kulturális emlékeiben is károkat okoztak. Az államot azóta a külföldi intervenciós csapatok és a pálfordulást tett lázadók visszafoglalták.
A város aranykorában sok muszlim tudós dolgozott Timbuktuban, ahol könyvtárat és egy híres muszlim egyetemet, a Sankore madrassah-ot is megalapították, ahol 20 000 diák tanulhatott. Ezek miatt Timbuktu a térség tudományos központjává lett. Sok nagy történetíró és utazó, mint Ibn Battúta és Leo Africanus is írt a városról, amely ezek által Európában nagy hírnévre tett szert, és gazdagsága valamint titokzatossága az utazók kedvelt célpontjává tette.

## Története

### Kezdetek
Timbuktut a nomád tuaregek alapították a 10. század elején. Az évnek csak egy bizonyos szakaszában lakták, mivel az esős hónapokban a sivatagot járták. A száraz időszakban csak úgy juthattak vízhez, ha a Niger-delta közelében maradnak. De mivel a folyó vizét nem tudták közvetlenül fogyasztani, főként a szúnyoglárvák miatt, a folyótól távolabb kutakat ástak. Ilyen kút köré épült Timbuktu is. A neve is erre utal: Buktu kútja. A legenda szerint ugyanis egy Buktu nevű tuareg nő ásta ki az oázis első kútját, amelyre a város később rátelepült.

### Állandó településként

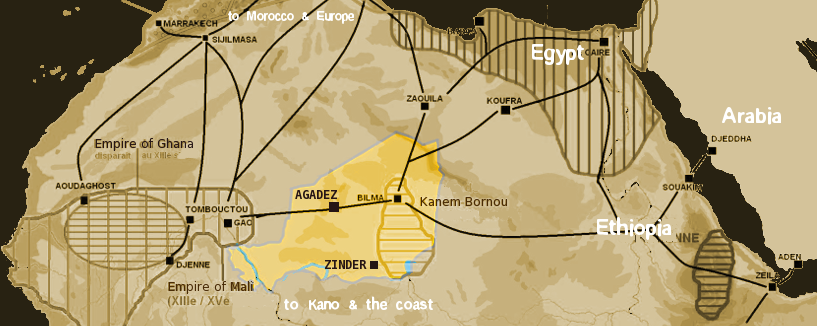
Egy 1400-as évek előtti szaharai kereskedőútvonalakat ábrázoló térkép. A képen több állam területe is ki van emelve, mint a XIII. század előtti Ghánai Birodalom és a XIII-XV. századig fennálló Mali birodalom. Sárgával a mai Niger van jelölve.

A 11. században dzsennéi kereskedők különböző piacokat és állandó lakhelyeket hoztak létre a településen, hogy az találkozóhelyként szolgálhasson a tevékkel járó embereknek. Az itt tartózkodó nomádokat pedig iszlám hitre térítették, és olvasni tanították őket a Korán segítségével. Az iszlám előtt az itt élők egy mitikus vízi kígyót, az Ouagadou-Bidát imádták, amely hitük szerint a Niger folyóban lakozott. A Ghánai Birodalom felemelkedésével számos nyugat-szaharai kereskedőút jött létre Timbuktutól délre. A kereskedőutakon rengeteg só érkezett a mediterrán Észak-Afrikából, amelyért nyugat-afrikai aranyat, elefántcsontot és rabszolgát adtak el. Mikor 1500 környékén új aranybányákat fedeztek fel Bure környékén, a kereskedőutak északabbra tolódtak Timbuktu felé. Ez a fejlemény tette Timbuktut gazdag, virágzó várossá, ahova hatalmas tevekaravánok és megrakott hajók szállítani kezdték a sokféle árut.

### A Mali Birodalom uralma alatt

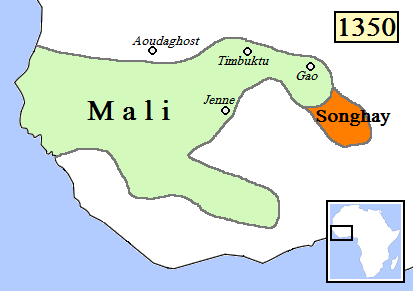
Nyugat-Afrika 1350-ben.

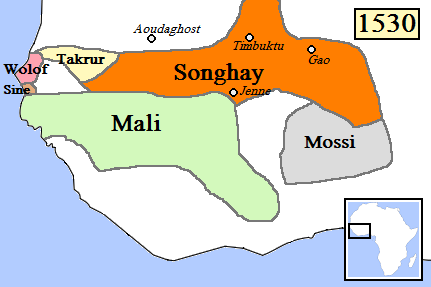
Nyugat-Afrika 1530-ban.

A 12. században, mikor a Sosso Birodalom uralkodója, Soumaoro Kanté megszállta a Ghánai Birodalom megmaradt részeit, muszlim tudósok tucatjai menekültek és rejtőztek el Timbuktuban. Jelenlétük megszilárdította az iszlám hitet, és elősegítette Timbuktut az iszlám oktatás központjává tenni. Megalapult a Sankore Egyetem és 180 Korániskola is. Mikor 1321-ben I. Musa, mali uralkodó visszatért mekkai zarándoklatából, elrendelte Timbuktu Mali Birodalomhoz való csatolását. A város békésen a birodalom uralma alá került, majd egy királyi palota építésébe kezdek I. Musa számára. A király tudós követői számára elrendelte a Djinguerber mecset megépítését, amely a tanulás középpontjává vált. Az 1375-ben Abraham Cresques legjelentősebb művében, a Katalán Atlaszban elsőként tüntette fel Timbuktut, mint észak-afrikai kereskedelmi központot. Ez irányította Európa figyelmét a városra, ahova több híres felfedező is indult a város megismerése végett.

### Tuareg és Szongai uralom
A 15. század első felében a Mali Birodalom hatalma erőteljesen csökkent, és végül a tuareg törzsek átvették a hatalmat a város felett, aminek élére egy berber kormányzót állítottak az 1430-as években. Ám 30 évvel később, a Songhay Birodalom erőteljes növekedésnek indult és végül 1468/69-ben beszippantotta Timbuktut is. A birodalom uralkodói, Szunni Ali Ber (1468–1492), Szunni Baru (1492–1493) és I. Aszkia Mohammad (1493–1528) elhozták a Szongai Birodalom és Timbuktu aranykorát. A város a birodalom fővárosával, Gaóval együtt, bizonyos autonóm pozícióba került. Ghadmesből, Awjidahból és számos Észak-Afrikából érkezett kereskedő itt gyűlt össze, hogy a sóért, ruhákért és lovakért cserébe aranyat vásárolhasson. 1591-ig a birodalom vezető pozícióját az Asskia-dinasztia töltötte be, az uralkodásuk utáni belső harcok Timbuktu kisebb hanyatlásához vezettek.

### Marokkói hódítás

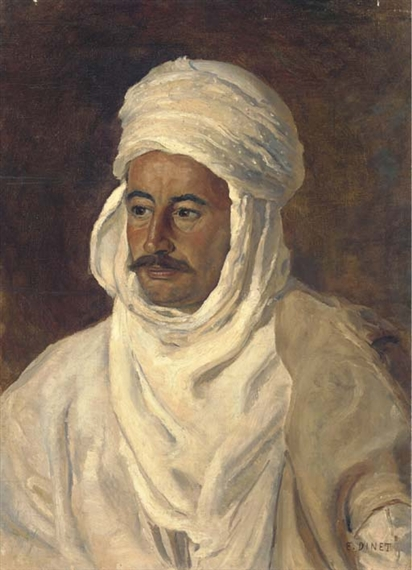
Ahmed Baba portréja.

1591. augusztus 17-én a Marokkó szultánja, Ahmad al-Mansur által küldött sereg elfoglalta Timbuktut. A hadsereg vezetője Mahmud B. Zarqun pasa volt, akinek a feladata az itteni aranybányák felkutatása volt. A marokkói uralom véget vetett a város autonómiájának, és erős gazdasági hanyatláshoz vezetett. 1593-ban hűtlenségre hivatkozva a szultán timbuktui tudósok tucatjait börtönözte be, végeztette ki vagy száműzte Timbuktuból, köztük a város legkiválóbb tudósát, Ahmed Babát is. Kénytelen volt Marrakeshbe költöznie, hogy az ottani marokkói tudós világ táborát erősítse. Később visszatérhetett Timbuktuba, ahol 1608-ban halt meg. A városnak a kegyelemdöfést a kereskedőutak jelentőségének csökkenése adta, a növekvő transzatlanti kereskedőutak miatt, amelyre legfőképpen a rabszolgakereskedelem tevődött át. Így Timbuktu igen elszigetelt településsé lett, lakossága nagy mértékben lecsökkent. A helyzetet a környékbeli törzsek támadásai is súlyosbították. A marokkóiak kezdetben sikeresen meg tudták védeni a várost, egészen egy 19. század eleji nagy invázióig, mikor a tuaregek kaparintották meg Timbuktut. 1813-ig tartott a tuareg uralom, ekkor a fulák vették át a hatalmat egészen 1840-ig. Nem tisztázott, hogy ekkor a tukulárok foglalták el a várost, vagy a tuaregek hódították vissza, de egy biztos: 1893-ban megérkeztek a franciák.

### Kapcsolat Európával

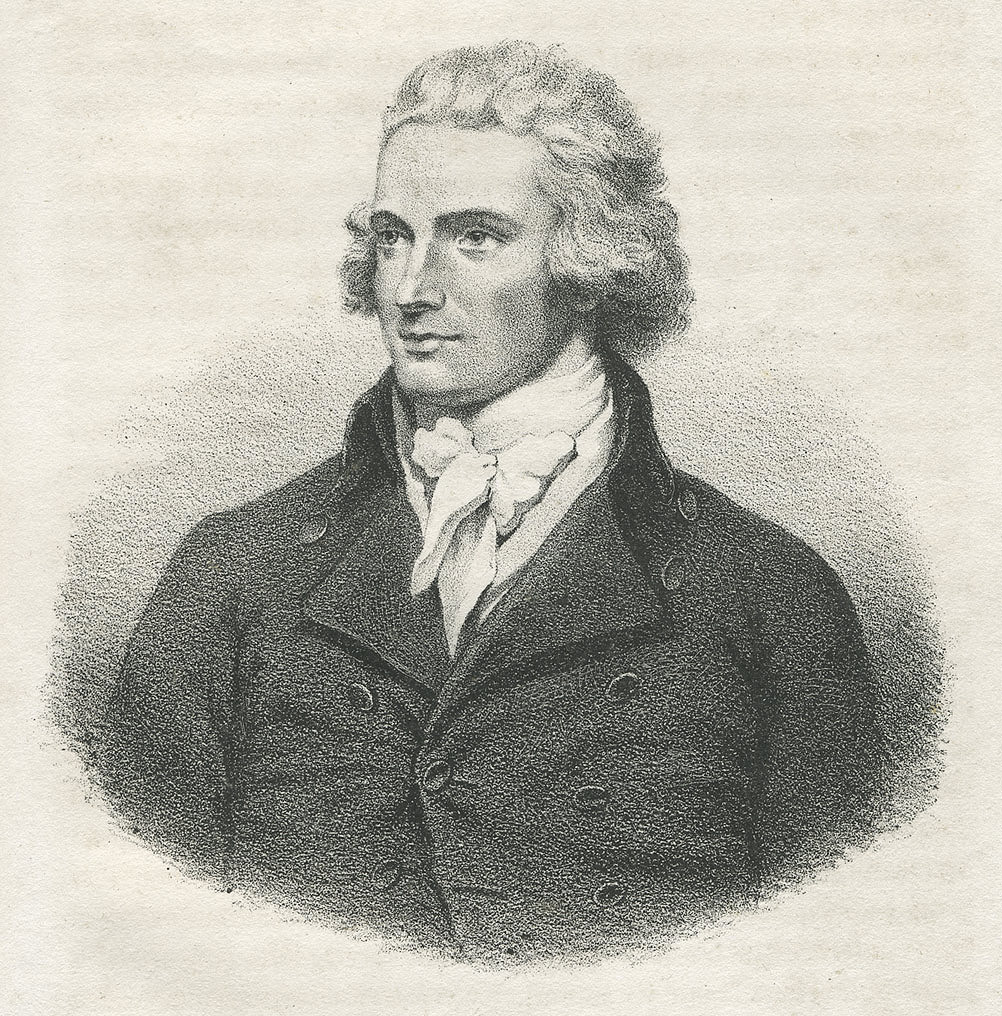
Mungo Park, az első európai, aki eljutott Timbuktuba.

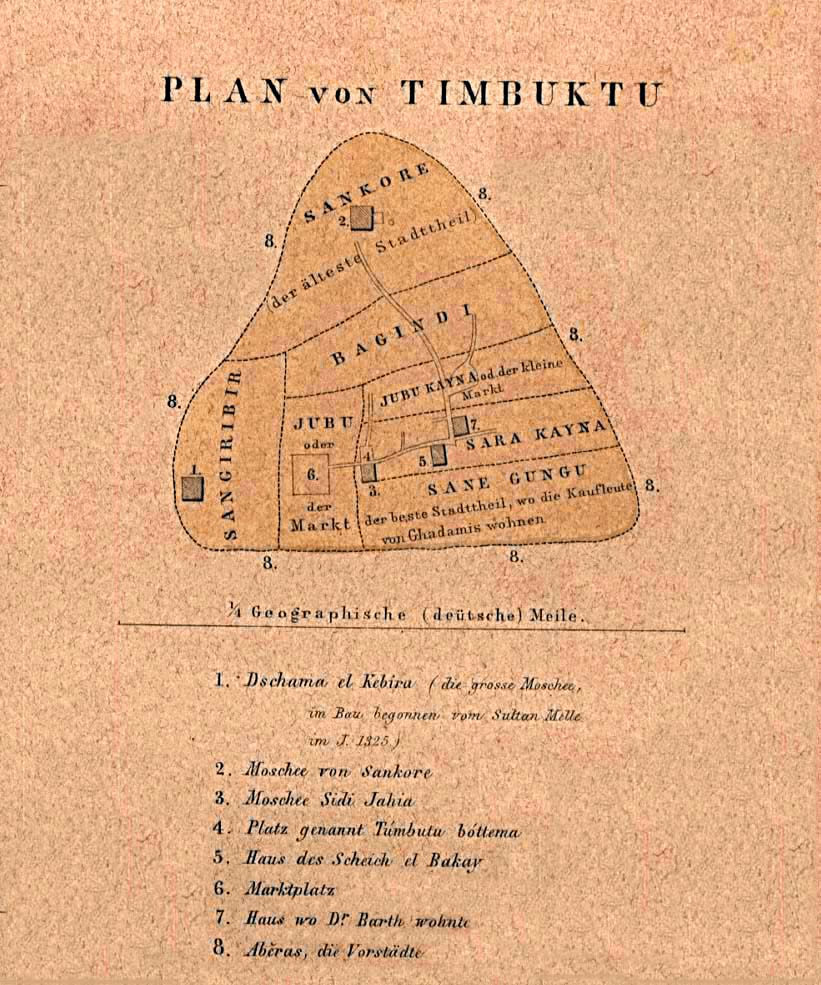
Egy 1855-ös térkép Timbukturól August Heinrich Petermann Geographische Mitteilungen című művéből. A térkép Heinrich Barth 1853-as timbuktui beszámolóján alapult.

Annak hatására, hogy Leo Africanus első európaiként írt a városról a 16. század első felében, több európai felfedező és szervezet is nagy erőfeszítéseket tett, hogy eljuthasson Timbuktuba, és láthassa mesés gazdagságát. 1788-ban alakult meg az angol Afrikai Egyesület, amelynek fő célja Timbuktu megtalálása és a Niger folyó feltérképezése volt. Az egyesület fiatal felfedezőket szponzorált, akik vállalkoztak arra, hogy eljussanak Timbuktuba. Az egyik ilyen első felfedező, a fiatal skót Mungo Park volt. Mungo Park összesen két utat szervezett a város és a Niger folyó feltérképezésére (1795-ben és 1805-ben). Őt tartják az első európainak, aki elérte Timbuktut, ám mielőtt visszatérhetett volna Európába jelentéseivel, a mai Niger területén életét vesztette. 1824-ben a párizsi székhelyű Société de Géographie (Földrajzi Társaság) 10 000 frankot ajánlott fel annak az embernek aki elsőként eljut Timbuktuba és vissza is tér információival. A skót Gordon Laing 1826. augusztusában érte el a várost, de visszatérni már ő sem tudott, mivel a helyi muszlimok egy csoportja meggyilkolta, mert féltek a jövőbeli esetleges európai befolyástól. A francia René Caillié volt az első nyugati, aki vissza tudott jönni Timbuktuból. Utazása alatt muszlimnak álcázta magát, így tudta biztonságosan lebonyolítani a felfedezőútját. Hazatérte után el is nyerte a francia társaság díját. 1890 előtt még hárman jártak a városban, Henrich Barth 1853-ban, a német Oskar Leinz a spanyol Cristobal Benítezzel 1880-ban.
Robert Adams, egy afroamerikai tengerész azt állította, hogy már 1811-ben járt Timbuktuban mint rabszolga. Állítása szerint több hónapot töltött a városban miután hajótörést szenvedett az afrikai partoknál. 1813-ban beszámolt élményeiről Tanger városában, Marokkóban az angol konzulnak, aki 1816-ban publikált egy könyvet The Narrative of Robert Adams (Robert Adams elbeszélése) címen. Azonban kétségek maradtak afelől, hogy a tengerész elbeszélése igaz-e, és egyáltalán járt-e valaha Timbuktuban.

### A francia gyarmatbirodalom részeként

Francia Szudán zászlaja.

Az 1884-es berlini konferencián hivatalosan is elkezdődött a versenyfutás az afrikai területekért. A 14. hosszúsági kör és a csádi Miltou közötti terület Franciaországhoz került. Ekkor Timbuktu névlegesen francia befolyás alá került, de a francia uralom még nem volt teljes. A befolyást azzal próbálták növelni, hogy egyezményeket kötöttek a helyi törzsi vezetőkkel, kormányt állítottak föl, és megpróbálták minél jobban hasznosítani a területet gazdaságilag. Végül 1893. december 28-án a franciák Boiteux főhadnagy vezetésével bevonultak Timbuktuba, amely ekkor Francia Szudánhoz tartozott. Ez a helyzet 1902-ig állt fönn, amikor egy rövid időre átszervezték az itteni kolóniákat, és a város Szenegambia és Niger nevezetű gyarmathoz került. Két évvel később, 1904-ben újabb közigazgatási változtatásokra került sor, és így Timbuktu Felső-Szenegál és Niger gyarmathoz került 1920-ig. Ekkor a gyarmat felvette régi nevét, és ismét Francia Szudán lett.

### A II. világháború alatt

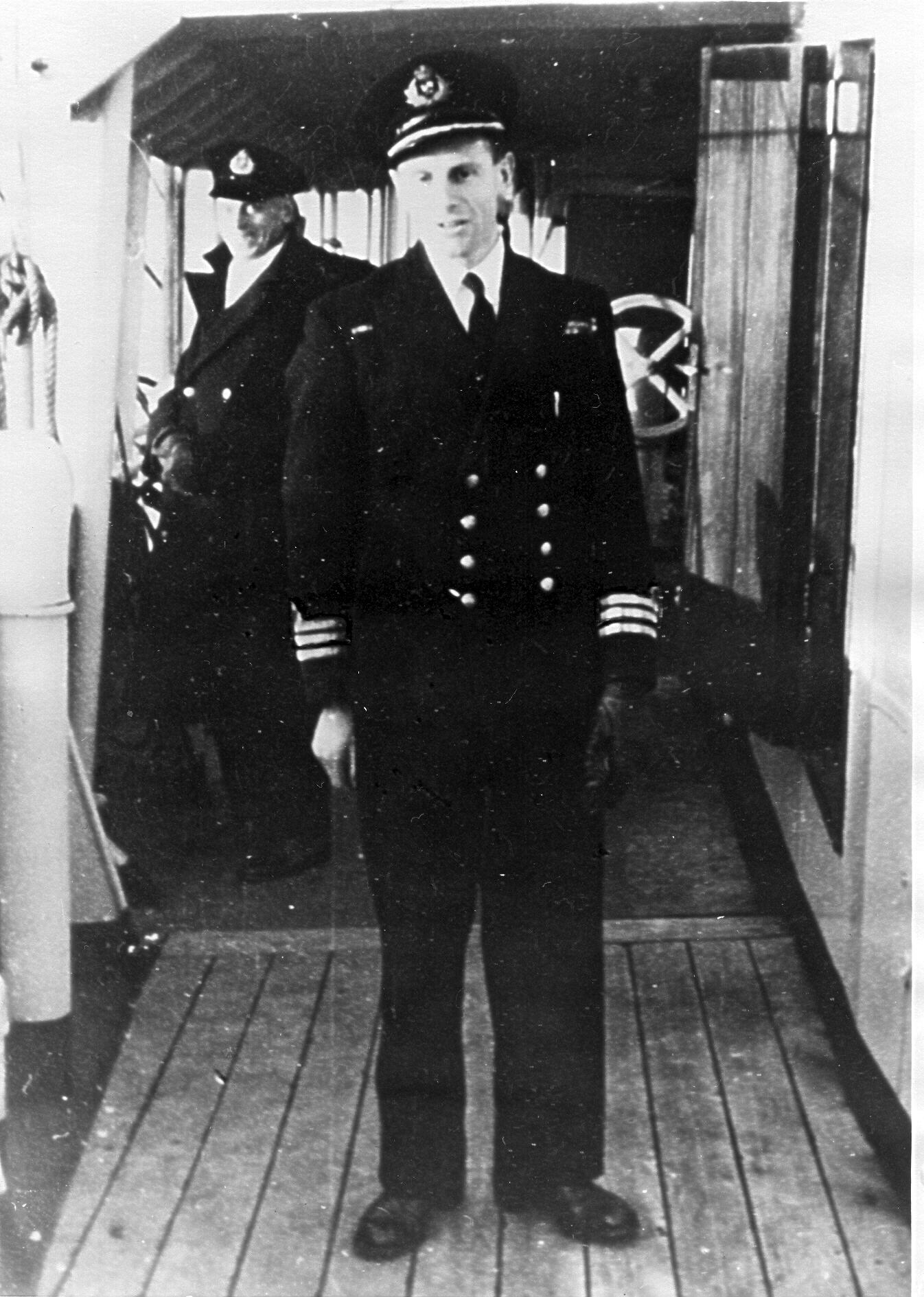
Peter de Naumann a HMRC Vigilant parancsnokaként egy 1950 táján készült képen.

A II. világháború alatt sok légiós toborzást tartottak Francia Szudánban, így több timbuktui légiós is csatlakozott Charles de Gaulle generálishoz harcolni a nácik által megszállt Franciaországban és a déli Vichy-Franciaországban.
Miután a cardiffi SS Allende elsüllyedt Nyugat-Afrika déli partjainál, 60 angol kereskedelmi tengerész a mai Sierra Leone fővárosában, Freetownban fogságba került. Két hónap múlva Timbuktuba szállították a foglyokat, ahol kettejük meg is halt. Az egyikük a 23 éves John Turnball Graham, a másikuk a 60 éves főmérnök, William Soutter. Őket egy helyben létesített európai temetőben temették el. Nyughelyük talán az anyaországtól legtávolabbi sírhely amelyet a Brit Nemzetközösségi Háborús Sírok Bizottsága (CWGC) gondoz.
Timbuktuban nem csak egyedül az SS Allende matrózai voltak foglyok. 1942-ben 52 angol katona került fogságba Timbuktuban miután hajójukat, az SS Critont két vichy-franciaországi hadihajó harcképtelenné tette. A foglyok között ott volt az angol földön nagy hírnevet szerzett Peter de Naumann is. Miután többen is megszöktek, beleértve Naumannt is, később visszatértek és elfoglalták a várost. Peter de Naumann még hónapokig Timbuktuban maradt bennszülöttek védelmét élvezve, majd hazatérte után mindenki így nevezte: a férfi Timbuktuból.

### Mali Köztársaság
A II. világháború után a francia kormány egyre több és több szabadságot adott az ország gyarmatainak. A rövid életű Mali Föderáció után 1960. szeptember 22-én kikiáltották a Mali Köztársaságot. 1974-ben új alkotmány jött létre, ami egypárti államot teremtett. Ekkor az erős elsivatagosodás miatt létesítettek egy csatornát, amely összekötötte Timbuktut a Nigerrel. A Száhil övet, így Timbuktut is hatalmas szárazság sújtotta 1973-ban és 1985-ben is. A szárazság Timbuktu térségében szinte megtizedelte a tuareg lakosságot, akiknek nem csak vízhiányuk volt, hanem kecskéiket sem tudták legeltetni. Számos élelmiszerutánpótlást küldtek hajókon Timbuktu felé, de a Niger folyó vízszintjének csökkenése nagyban akadályozta a hajóforgalmat. A krízis miatt sok őslakos északra menekült Líbia és Algéria felé. Akik maradtak, csak a humanitárius szervezetek, például a UNICEF segítségében bízhattak, akik vizet és élelmet szállítottak a régióba.
2012. április 1-jén a tuareg felkelő csapatok megszállták a várost és Azawadhoz csatolták, az afrikai és egyes európai államok azonban hadjáratot indítottak a szakadárok erőinek felszámolására.

## Legendás elbeszélések

### Ibn Battúta
A malik félelmükben elmenekültek és feladták nekik a települést. Mossi szultánja bevonult a városba, kifosztotta és felgyújtotta azt, ezzel megölve sok embert, majd visszatért földjére.
A legkorábbi beszámoló Timbukturól a XIV. században keletkezett és a híres arab tudós utazótól származott, Ibn Battútától (1304-1368 vagy 1369). A marokkói berber származású muszlim tudós bejárta csaknem a teljes arab világot. Utazásairól és kalandozásairól írta híres könyvét, a Rihlát, mely történelmi beszámolói miatt a kor gazdag forrása. Ibn Battúta 1352 februárjától 1353 decemberéig tartózkodott Timbuktuban, ami ekkor a Mali Birodalom része volt. A birodalom ekkor még védve volt a Szongáj Birodalomtól, ami még ekkor Mali hűbérese volt. Azonban Ibn Battúta elbeszélése szerint a mai Burkina Faso területén elhelyezkedő Mossi Királyság kedvelt célpontja volt a kereskedelmi központtá előlépett város, ahova több zsákmányszerző hadjáratot is indított.

### Leo Africanus
Timbuktu gazdag királyának rengeteg tányérja és ékszere van, mind aranyból. Összsúlyuk mintegy 1300 font. [...] Állandó készenlétben tart 3000 lovast, de emellett van egy hatalmas udvartartása orvosokból, bírákból, papokból és más tanult emberekből, akik kifogástalanul rendezik a király költségeit, és ellátják feladataikat.
Talán a leghíresebb beszámolókat Timbukturól az 1485-ben Granadában született Leo Africanus írta. Leo Africanus és családja egyike volt azoknak a több ezer muszlimnak, akiket Ferdinánd király és Izabella királynő kiutasított Spanyolország területéről, annak egységessé válása után, 1492-ben. Marokkóban telepedett le, és Fez városában tanult. Csaknem egész Észak-Afrikát bejárta nagybátyja diplomáciai útjait kísérve. Ezen utazásai alatt jutott el Timbuktuba is. Még fiatal korában kalózok fogságába került, és Itáliába szállították rabszolgának. Itt azonban szemet szúrt tanultsága, és még X. Leó pápa is felfigyelt rá, aki meg is keresztelte. Keresztény neve Johannis Leo de Medici lett, a Leo Africanus írói álneve lett a későbbiekben. Első könyvét akkor írta, mikor a pápa felkérte, hogy írjon egy részletes felmérést Észak-Afrikáról. Könyve, a Descrittione dell’ Africa (Afrika leírása) az európaiaknak évszázadokon át az egyetlen támpontot jelentette a kontinens ismeretéhez. Ebben a művében írt Timbukturól is, mely ekkor már a Szongáj Birodalom fennhatósága alá tartozott.
A lakosság nagyon gazdag, főleg az idegenek, akik letelepedtek a környéken. [...] De a kínálat sóból igen csekély, mivel a rakományokat 500 mérföldről, Tegazából hozzák. Mikor a városban tartózkodtam, egy rakomány sóért, úgy nyolcvan dukátot fizettek. A királynak gazdag tartaléka van érmékből és aranyrudakból.
Leo Africanus szerint Timbuktu rendelkezett helyben termelt kukoricával, szarvasmarhákkal, tejjel és vajjal, habár mostani ismereteink szerint akkoriban nem voltak kertek és gyümölcsösök sem a város körül a sivatagi éghajlat és a vízvezetékek hiánya miatt. Egy másik utazása alkalmával a környezet és a király gazdagsága mellett rámutatott Timbuktu hiányosságaira is, mint a sóra. Ezek a leírások és utazások keltették fel az európai felfedezők kíváncsiságát a város felé. Habár Africanus rengeteg mindent lejegyzett a városról, írt a mészkőből épült és szalmával lefedett épületekről, ezek rendszerint kívül maradtak az európaiak érdeklődési körén, akiket csak Timbuktu gazdagsága izgatott.

### Shabeni
Timbuktu lakossága a rabszolgákat és a külföldieket kivéve nagyjából 40 000 főt tesz ki. [...] Az őslakosok mind feketék, majdnem minden idegen feleségül vesz egy nőt a városból, mert rabul ejti őket a szépségük, és gyakran első látásra beléjük szeretnek.
Nagyjából 250 évvel Leo Africanus utazása után több uralkodó is láthatta Timbuktut. A 18. század végén, mikor a város marokkói uralom alá került, Timbuktu gyors hanyatlásnak indult, és kormányzata instabillá vált. A gyenge kormányzattól a környező törzsek hamar átvették az uralmat. A Hausa törzs uralma alatt egyszer már járt Timbuktuban a 14 éves marokkói Shabeni, aki apját kísérte. Kereskedőként nőtt fel és végül Timbuktuban telepedett le, ahol három évig lakott. Ezután Hausába költözött, de két év múlva ismét visszatért Timbuktuba, és további hét évet töltött itt. Mikor Shabeni 27 évesen éppen Hamburgból tért vissza Afrikába angol hajóján, egy orosz hajó fogságába került (Anglia és az Orosz Birodalom ekkor háborúban állt egymással). Shabenit a mai belgiumi Oostende városába hurcolták 1789-ben. A brit konzulátusnak hála hamar kiengedték, de félve egy újabb orosz támadástól, hajója nem tért rögtön vissza Marokkóba, hanem Doverben kötött ki. Shabeni itt mesélt a 18. századi Timbukturól és Hausáról. Egyebek mellett arról is beszélt, hogy a várost erdők vették körül, ami ellentétben áll a mai sivatagos környezettel. Shabeni beszámolóiból James Grey Jackson írt könyvet 1820-ban Beszámoló Timbukturól és Hausáról címmel.

## A város napjainkban
Annak ellenére, hogy Timbuktu milyen jeles történelemmel bír, mára egy igen elszegényedett várossá vált. Gazdaságilag hasonló helyzetben van mint az átlag harmadik világbeli települések. Ennek ellenére a lakosság száma növekvő tendenciát mutat, évente nagyjából 5,7%-kal élnek többen a városban. 1998-ban még csak 29 732-en laktak itt, 2009-re ez a szám már 54 453 volt. Timbuktu Mali hetedik régiójának, a Timbuktu régiónak a székhelye, melyet 2008-tól Mamadou Mangara ezredes irányít.
A város problémái közé tartoznak még a nagy szárazságok és az árvizek. Az utóbbi 2002-ben az elégtelen vízelvezető rendszer miatt számos a világörökséghez tartozó épületet megrongált és két embert megölt. Ám mára az éghajlatváltozás következtében az esők egyre jobban elkerülik a várost, így komoly vízhiány lépett föl, ami a mezőgazdaságot is nagyban veszélyezteti.
Timbuktu legismertebb kulturális eseménye a januárban megrendezett Festival au Désert, amely az 1996-ban véget ért tuareg lázadás lezárását, valamint a békeszerződést ünnepli. Az ekkor megrendezésre kerülő Béke Lángja elnevezésű ceremónián 3000 fegyvert égetnek el, ezzel szimbolizálva a békét. 2007-ben emlékművet is átadtak a városban, mely szintén a lázadás végét ünnepli.

### Világörökség

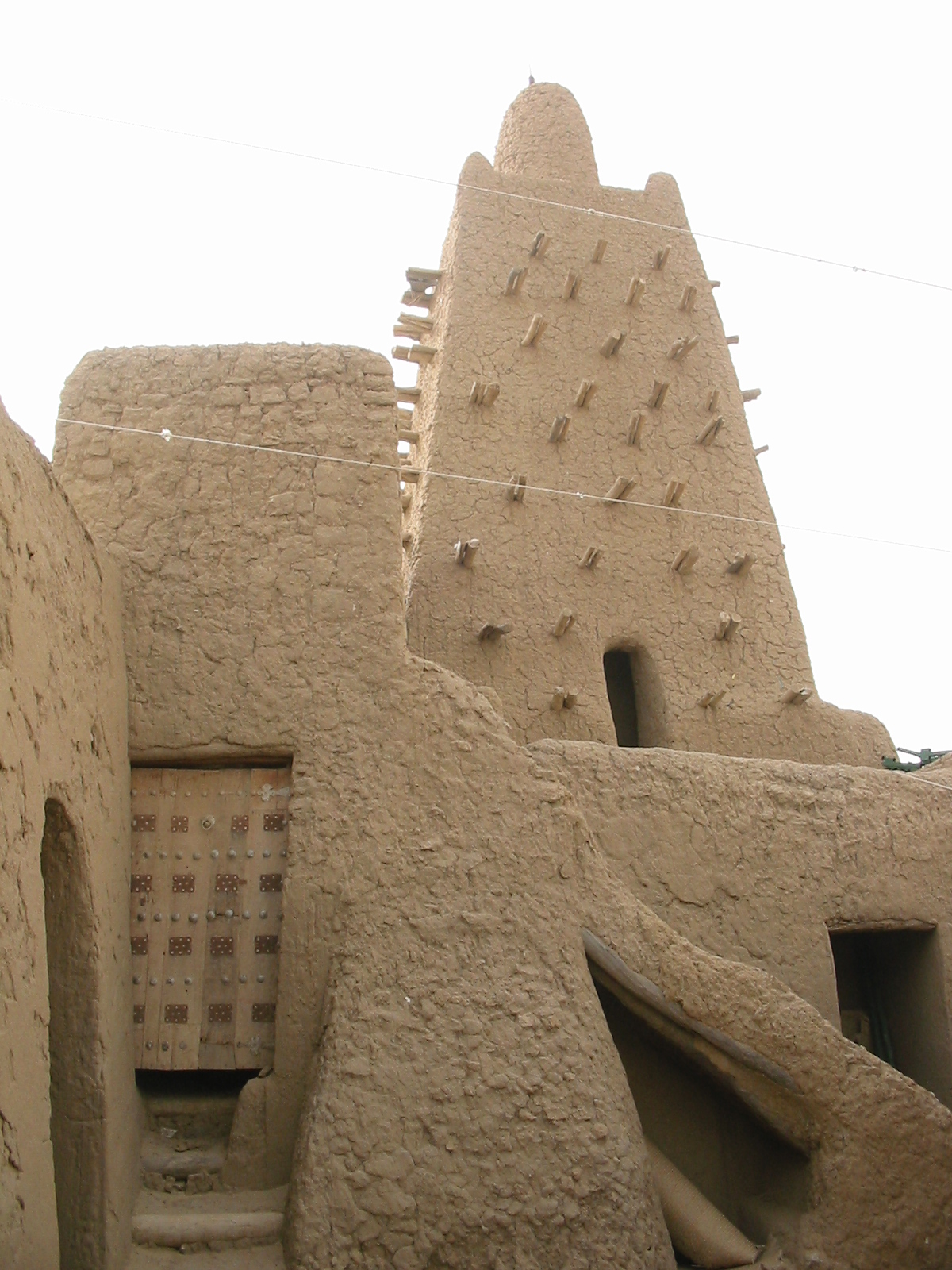
A Djinguereber-mecset

A Világörökségi Bizottság (WHC) 12. ülésszakán 1988 decemberében Timbuktu történelmi központjainak egyes részeit felvette a világörökségi listára. A felvétel okai közé tartozott az a tény, hogy Timbuktu vallási helyei elengedhetetlenek voltak a korai iszlamizációhoz Észak-Afrikában, valamint a város építészete még mindig az eredeti, hagyományos észak-afrikai építési technikákat szemlélteti.
Korábban, már 1979-ben történt egy jelölés, mely Timbuktut a világörökségi listára tette volna, de ez akkor nem sikerült. Mali kormánya ugyanis az egész várost jelölte, de Timbuktu több modern, a hagyományos iszlám építészettől eltérő épülete miatt nem kerülhetett fel a listára. Közel tíz év múlva kaptak világörökségi státuszt Timbuktu óvárosának egyes részei, melyek összesen három mecsetet és 16 mauzóleumot, vagy egyéb temetkezési helyet foglaltak magukba.
Timbuktu három mecsetje közül, melyek a világörökségi státuszt élvezik, kétségkívül az 1327-ben épült Djinguereber mecset a leghíresebb. A mecset teljes egészében földből, fából, illetve szalmából áll, kivéve az északi homlokzatának egy részét, melyet mészkő alkot. Imaterme 2000 ember befogadására alkalmas, ezen kívül az épületben még három belső udvar, két minaret és 25 oszlopfolyosó kapott helyet.

## Fordítás
Ez a szócikk részben vagy egészben  a   Timbuktu című angol Wikipédia-szócikk fordításán alapul.  Az eredeti cikk szerkesztőit annak laptörténete sorolja fel. Ez a jelzés csupán a megfogalmazás eredetét és a szerzői jogokat jelzi, nem szolgál a cikkben szereplő információk forrásmegjelöléseként.